# Lukov, Zlín
Lukov là một làng thuộc huyện Zlín, vùng Zlínský, Cộng hòa Séc.